# Conceveiba krukoffii
Conceveiba krukoffii är en törelväxtart som beskrevs av Julian Alfred Steyermark. Conceveiba krukoffii ingår i släktet Conceveiba och familjen törelväxter. Inga underarter finns listade i Catalogue of Life.